# Bahnstrecke Nong Khai–Vientiane
| Bahnhof Khamsavath |                     |                                         |                                         |
| Streckenlänge: | 13,96 km            |                                         |                                         |
| Spurweite: | 1000 mm (Meterspur) |                                         |                                         |
| |                     |                                         |                                         |
| \| \| \| Bahnstrecke Nakhon Ratchasima–Nong Khai \| \| \| \| 621,10 \| Nong Khai bis 2000: Nong Khai Mai \| Nong Khai bis 2000: Nong Khai Mai \| \| \| 621,91 \| \| \| \| \| 623,58 \| Talat Nong Khai[Anm. 1] \| Talat Nong Khai[Anm. 1] \| \| \| 623,76 \| Freundschaftsbrücke, Mekong \| 1170 m \| \| \| 626,58 \| Thanaleng \| Thanaleng \| \| \| 627,26 \| Thanaleng dry port \| Thanaleng dry port \| \| \| 635,06 \| Khamsavath \| Khamsavath \| \| \| \| \| \| \| Quellen und Anmerkungen: [1][Anm. 2] \| \| \| \| |                     |                                         |                                         |
| Strecke |                     | Bahnstrecke Nakhon Ratchasima–Nong Khai | Bahnstrecke Nakhon Ratchasima–Nong Khai |
| Bahnhof | 621,10              | Nong Khai bis 2000: Nong Khai Mai       | Nong Khai bis 2000: Nong Khai Mai       |
| Strecke von links (außer Betrieb) · Abzweig geradeaus und ehemals nach rechts | 621,91              |                                         |                                         |
| Kopfbahnhof Streckenende (Strecke außer Betrieb) · Strecke | 623,58              | Talat Nong Khai                         | Talat Nong Khai                         |
| Grenze auf Brücke über Wasserlauf | 623,76              | Freundschaftsbrücke, Mekong             | 1170 m                                  |
| Bahnhof | 626,58              | Thanaleng                               | Thanaleng                               |
| Dienststation / Betriebs- oder Güterbahnhof | 627,26              | Thanaleng dry port                      | Thanaleng dry port                      |
| Kopfbahnhof Streckenende | 635,06              | Khamsavath                              | Khamsavath                              |
| |                     |                                         |                                         |
| Quellen und Anmerkungen: |                     |                                         |                                         |

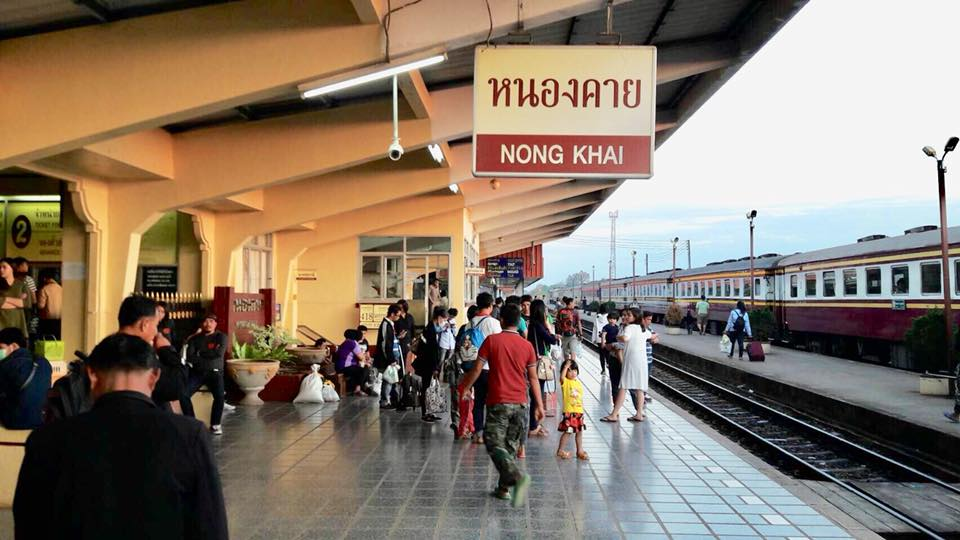
Bahnhof Nong Khai

Die Bahnstrecke Nong Khai–Vientiane ist eine internationale Eisenbahnverbindung zwischen Thailand und Laos.

## Geschichte
Bereits 1994 wurden Gleise von Nong Khai bis zur Grenzlinie auf der Thailändisch-Laotischen Freundschaftsbrücke verlegt. Erst am 20. März 2004 wurde ein Abkommen zwischen Thailand und Laos zum Bau der Eisenbahnstrecke über die Freundschaftsbrücke unterzeichnet. Die thailändische Regierung beschloss, die Strecke durch eine Kombination aus Zuschuss und Darlehen zu finanzieren. Die Kosten wurden auf 6,2 Millionen USD geschätzt, von denen 70 % durch thailändische Kredite finanziert wurden. Im Juni 2006 begannen die Bauarbeiten, auch wenn der offizielle „erste Spatenstich“ erst im Januar 2007 erfolgte. Der erste Testzug fuhr am 4. Juli 2008. Die offizielle Eröffnung erfolgte am 5. März 2009 durch Prinzessin Maha Chakri Sirindhorn.
Der bisherige Endbahnhof der Bahnstrecke Nakhon Ratchasima–Nong Khai, der für den Anschluss der Strecke nach Laos zu weit östlich lag, wurde 2000 von Nong Khai in Talat Nong Khai umbenannt, 2008 dann aber – bereits längere Zeit nicht mehr genutzt – geschlossen. Der an der Strecke Richtung Bangkok nächstgelegene Bahnhof, der auch Abzweigbahnhof für die Strecke nach Laos ist, wurde dagegen von Nong Khai Mai in Nong Khai umbenannt und fungierte nun als „Hauptbahnhof“ für Nong Khai.

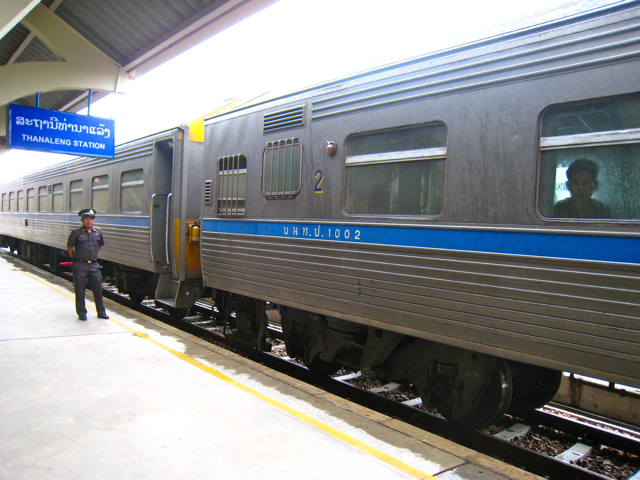
Zug im Bahnhof Thanaleng (2009)

Am 22. Februar 2006 beschlossen Frankreich und Thailand zusammen mit Laos, den Weiterbau der Strecke über den Bahnhof Thanaleng hinaus zur laotischen Hauptstadt zu finanzieren. Thailand hat das erste Teilstück bis Thanaleng finanziert, während Frankreich die Kosten des Weiterbaus von Thanaleng bis Vientiane übernehmen wollte. Die geschätzten Kosten des gesamten Projektes beliefen sich auf 13 Millionen US-Dollar. Bevor es jedoch zu einem Weiterbau kam, wurde das Projekt zugunsten einer künftig etwa parallel geführten Schnellfahrstrecke Kunming–Singapur Ende 2010 vorübergehend aufgegeben.
Nachdem dieser Plan nicht umgesetzt wurde, hat die thailändische Regierung im Juli 2012 die Finanzierung der etwa 9 Kilometer langen Verlängerung nach Vientiane zugesagt, die bis 2014 fertiggestellt werden sollte. Die Verlängerung der Bahnstrecke sowie der Bau des Bahnhofs in Vientiane wird von Thailand im Rahmen einer Kombination aus einem Zuschuss und einem zinsgünstigen Darlehen über die Neighbouring Countries Economic Development Cooperation Agency (NEDA) mit einem Gesamtwert von 900 Millionen THB finanziert. Die Verlängerung wurde im Juli 2022 fertig gestellt und sollte Mitte 2023 eröffnet werden. Der planmäßige und umsteigefreie Betrieb zwischen dem Krung Thep Aphiwat Central Terminal in Bangkok und dem Bahnhof Khamsavath in Vientiane wurde im Juli 2024 aufgenommen.

## Strecke

### Verlauf

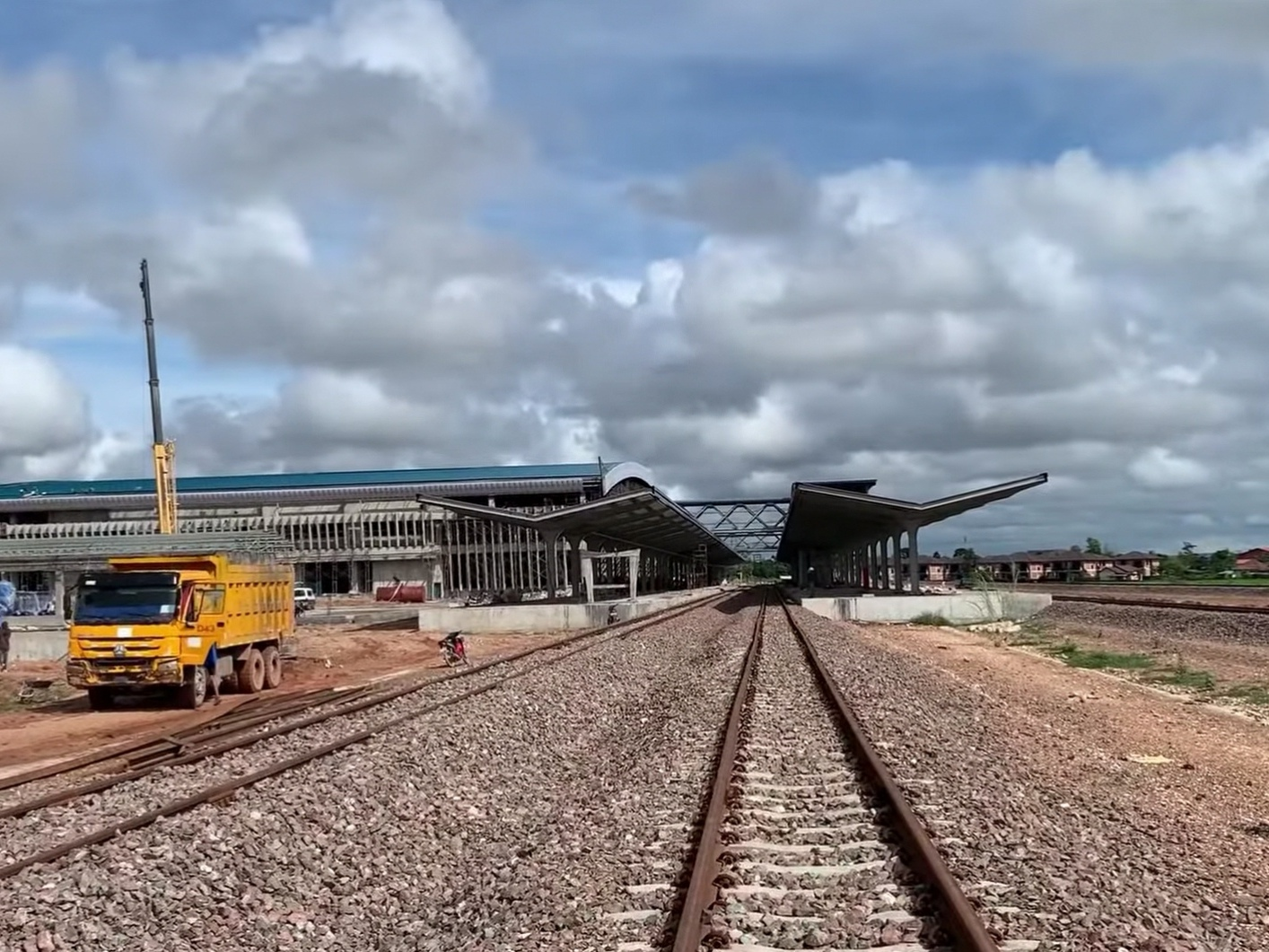
Weiterbau der Bahnstrecke (2021)

Die Eisenbahninfrastruktur wurde nach den Parametern der Thailändischen Staatseisenbahn, also meterspurig, errichtet. Sie verlängert die Bahnstrecke Nakhon Ratchasima–Nong Khai und beginnt an deren nördlichstem Bahnhof, Nong Khai.

### Bauwerke

#### Mekong-Brücke

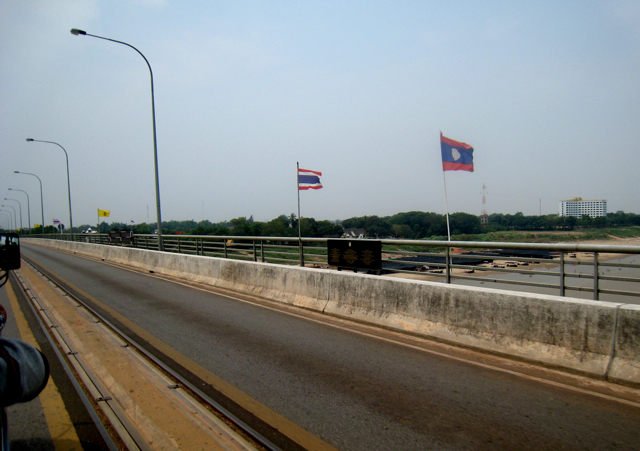
Straße und Schienen auf der Freundschaftsbrücke

Die Strecke quert die Staatsgrenze zwischen Thailand und Laos auf der Freundschaftsbrücke, die den Mekong überspannt. Auf der Brücke sind die Gleise in der Mitte zwischen den beiden Fahrspuren für die Kraftfahrzeuge verlegt. Hinter der Brücke quert die Strecke niveaugleich eine Fahrspur der Straße, um wieder auf eine getrennte Trasse zu gelangen.

#### Thanaleng dry port
Am 4. Dezember 2021 wurde in Thanaleng, einen Tag nach der Eröffnung der China-Laos-Eisenbahn, der Thanaleng dry port, eines von insgesamt neun Logistikzentren in Laos offiziell von Premierminister Phankham Viphavanh eröffnet. Seitdem werden Waren und Güter zwischen beiden Bahnstrecken über die Güterbahnhöfe des Vientiane Logistics Park zwischen Vientiane South an der China-Laos-Eisenbahn und dem Thanaleng dry port () an der Bahnstrecke Nong Khai–Vientiane umgeladen.

#### Bahnhof Khamsavath

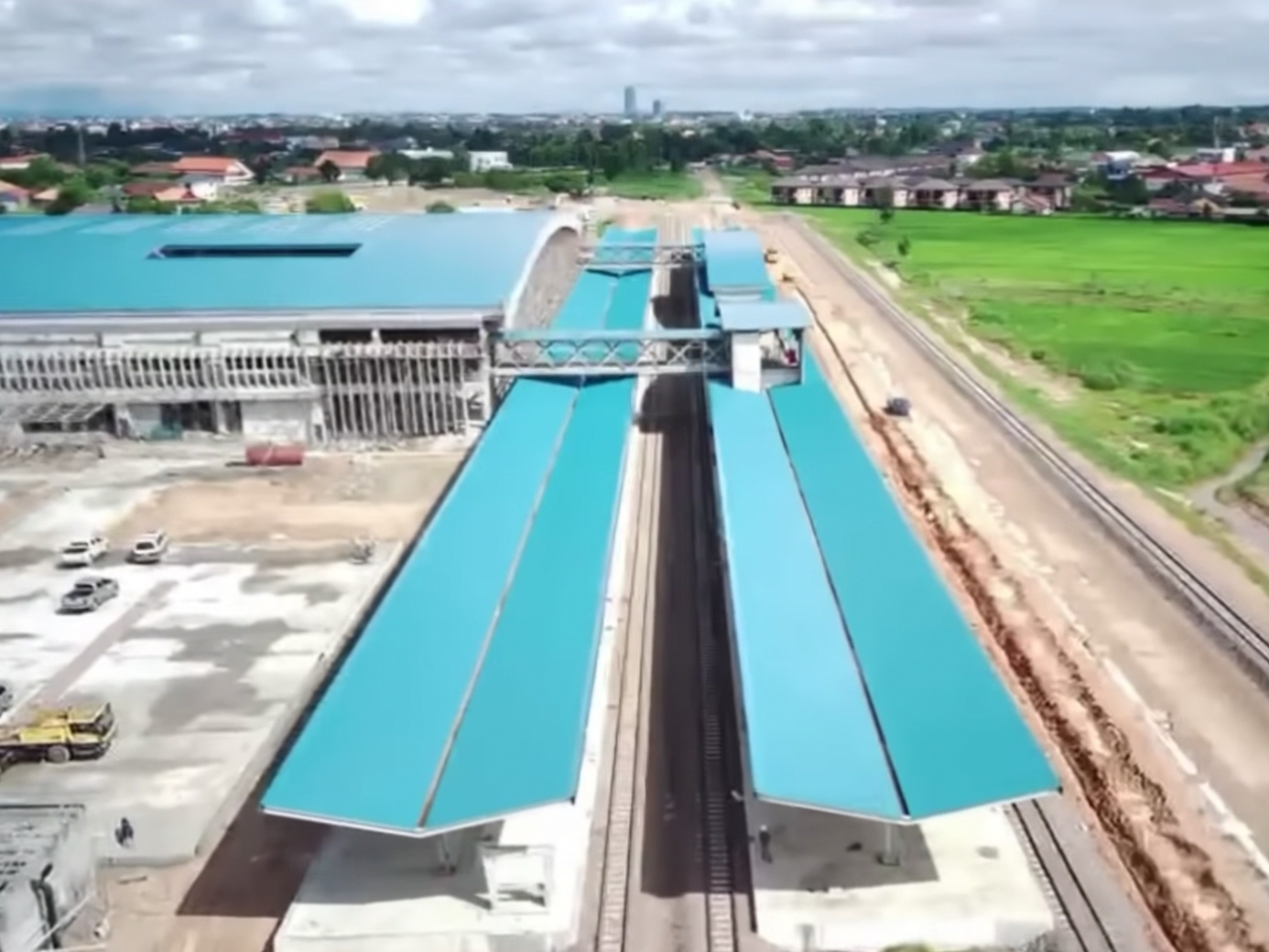
Bahnhof Khamsavath

Das vorgesehene Streckenende ist der Kopfbahnhof Khamsavath in der gleichnamigen Gemeinde, im Xaysetha District in der Präfektur Vientiane. () Der Ort liegt etwa 4 km östlich des Stadtzentrums der laotischen Hauptstadt und wurde am 30. Oktober 2023 eingeweiht. Der durchgehende Betrieb von Bangkok nach Vientiane wurde im Juli 2024 aufgenommen. Betreiber des Bahnhofs ist die Lao National Railway State Enterprise (LNR)
Der Bahnhof Khamsavath ist nicht zu verwechseln mit dem bereits betriebenen Bahnhof Vientiane () der normalspurigen China-Laos-Eisenbahn. Eine Schienenverbindung zwischen beiden Bahnhöfen besteht nicht.

## Verkehr
Der regelmäßige grenzüberschreitende Personenverkehr wurde Ende März 2009 aufgenommen und wird von der Thailändischen Staatseisenbahn durchgeführt. Es gibt hier kein eigenes laotisches Eisenbahnverkehrsunternehmen. Der Personenverkehr endete bis 2024 im Grenzbahnhof Thanaleng in der Präfektur Vientiane etwa 19 km südöstlich vom Stadtzentrum Vientiane entfernt, wo auch die laotische Ein- und Ausreisekontrolle stattfindet. Täglich verkehren zwei Zugpaare im Pendelverkehr zwischen Nong Khai und Thanaleng. Außerdem verkehrt gelegentlich der Eastern and Oriental Express über diese Strecke.
Zusätzlich werden in den nächsten zwei Jahren die derzeitigen 16 Güterzüge (Hin- und Rückfahrten) pro Tag mit 25 Waggons pro Zug durchführt und bis 2026 auf 24 Hin- und Rückfahrten mit 25 Waggons pro Tag erhöht werden.